# Hiong King-lai
Hiong King-lai (chinesisch 熊慶來 / 熊庆来, Pinyin Xióng Qìnglái, W.-G. Hsiung Ch'ing-lai; * 20. Oktober 1893 in Mile (Honghe), Provinz Yunnan; † 3. Februar 1969 in Peking) war ein chinesischer Mathematiker.

## Leben
Hiong King-lai besuchte ab 1907 ein weiterführende Schule in Kunming. Ab 1911 lernte er französisch und studierte dann ab 1913 in Belgien. Nach dem Ausbruch des Ersten Weltkrieges ging er nach Frankreich und studierte an den Universitäten von Grenoble, Paris, Montpellier und Marseille. Nach seiner Rückkehr nach China war er zunächst ab 1921 Professor an der Universität Südostchinas in Nanjing, bevor er 1926 Professor und Leiter des Mathematischen Instituts der Tsinghua-Universität in Peking wurde. Im Jahre 1932 besuchte er den Internationalen Mathematikerkongress in Zürich und ging anschließend wiederum nach Paris, wo er 1934 bei Valiron promovierte. Danach kehrte auf seine vorherige Stelle an der Tsinghua-Universität nach China zurück. Von 1937 bis 1949 war er Präsident der Yunnan-Universität. Im Jahre 1949 ging er dann zum dritten Mal nach Frankreich. Er nahm dort an einer Konferenz der UNESCO teil. Danach setzte er seine wissenschaftlichen Arbeiten in Paris fort. Obwohl er 1951 eine Hirnblutung erlitt, nach der seine rechte Hand gelähmt blieb, war er weiterhin in der Forschung aktiv. 1957 kehrte er nach Peking zurück und wurde Professor und Direktor der Abteilung Funktionentheorie des mathematischen Instituts der Chinesischen Akademie der Wissenschaften. Er war 1959 und 1964 Mitglied der dritten und vierten Politischen Konsultativkonferenz des chinesischen Volkes. Hiong wurde 1969 ein Opfer der Verfolgungen während der Kulturrevolution.
Hiong arbeitete auf dem Gebiet der Funktionentheorie, insbesondere der Nevanlinnaschen Wertverteilungstheorie. Hier verallgemeinerte er Resultate von Milloux über die Wertverteilung von meromorphen Funktionen und ihren Ableitungen. Ebenso übertrug er das von Valiron eingeführte Konzept der verfeinerten Ordnung (englisch: proximate order) auf Funktionen unendlicher Ordnung. Weitere Themen, mit denen er sich befasste, sind normale Familien, algebroide Funktionen sowie holomorphe und meromorphe Funktionen in der Einheitskreisscheibe.
Hiong spielte eine führende Rolle beim Aufbau der modernen Mathematik in China und hatte großen Einfluss auf ihre Entwicklung dort. Zu den Studenten, die er unterrichtete, zählen die Mathematiker Shiing-Shen Chern, Hua Luogeng und Pao-Lu Hsu sowie die Physiker Chao Chung-yao, Qian Sanqiang und Yan Jici. Er war 1935 Mitgründer der Chinesischen Mathematischen Gesellschaft. Von 1944 bis 1948 war er deren Präsident. Im Jahre 1936 später gründete er mit anderen Mathematikern das 1952 in Acta Mathematica Sinica umbenannte Chinese Journal of Mathematics.
China gab 1994 eine Briefmarke zu seinen Ehren heraus.